# Szarpánítum
Szarpánítum vagy Szarpáníta (dzar-pa-ni-tum, „ezüsttől csillogó”) babiloni főistennő, Marduk főisten felesége. Házasságukat minden újévkor megünnepelték. A felkelő holddal együtt imádták, gyakran terhesként ábrázolták. Lehetséges, hogy azonos Istárral, Gamszuval és/vagy Beltisszel. Erua másodnéven a terhesség és szülés segítője. A népetimológia Szerpánítum („a család megalkotója”) néven is illette, ekkor az istenanyával rokonították.
Mardukkal közös szentélykörzete Babilonban az Észagíla volt, amelynek Marduk-szentélyének belső szentélyében állt szobra Mardukéval együtt.